# 久禮哲郎
久禮 哲郎（くれ てつお、1946年11月30日 - ）は、日本の化学者、経営者。元アルフレッサ ファーマ代表取締役社長。元学校法人常翔学園理事長。

## 略歴
1969年大阪工業大学工学部応用化学科卒業。2003年アズウェル取締役常務執行役員兼ネスコカンパニー代表。2004年アルフレッサ ファーマ代表取締役社長。その後、同社特別顧問などを歴任。2010年6月常翔学園評議員に就任。2011年4月学園監事、2012年7月学園理事を経て、2014年1月から2020年7月まで常翔学園第11代理事長を務めた。
2017年に新しい学園の教育・研究とイノベーション発信の“シンボリック“拠点として誕生した、大阪工業大学梅田キャンパスの新設プロジェクトに尽力し、特に産学連携において、大阪商工会議所と共同で、同大学梅田キャンパス内に都市型オープンイノベーション拠点「Xport（クロスポート）」を設置するなど、企業と学生交流によるイノベーション事業創出や若手起業家・スタートアップ企業創出の推進に多大な貢献をもたらした。